# مارسی ۲۰
سیارک ۲۰ (به انگلیسی: 20 Massalia) بیستمین سیارک کشف شده‌است که در ۱۹ سپتامبر ۱۸۵۲ و در ناپل کشف شد.
قدر مطلق سیارک برابر ۶٫۵۰ است.